# Callinicus pollenius
Callinicus pollenius är en tvåvingeart som först beskrevs av Cole 1919.  Callinicus pollenius ingår i släktet Callinicus och familjen rovflugor. Inga underarter finns listade i Catalogue of Life.